# Pokémon Go
Pokémon Go (stilizirano tudi kot Pokémon GO) je brezplačna videoigra za pametne telefone, ki jo je leta 2016 v sodelovanju s korporacijo Nintendo izdal studio Niantic, Inc..
Igra deluje po načelu obogatene resničnosti in postavi igralca v vlogo trenerja Pokémonov, fantazijskih bitij iz istoimenske Nintendove franšize. 

## Način igranja
S pomočjo GPS sprejemnika v telefonu omogoči igralcu najti in ujeti Pokémone, ki se pojavijo na zaslonu kot bi bili prisotni na resnični igralčevi lokaciji – tu strežnik določi geografski položaj bitja, ko je igralec dovolj blizu pa igra s pomočjo vdelane kamere in žiroskopov v telefonu prikaže njegovo podobo, vstavljeno v video zajem okolja pred telefonom. Za razliko od starejših videoiger ni bojevanja z divjimi Pokémoni, lahko pa se igralci pridružijo eni od treh ekip v igrinem svetu in pošiljajo ujete Pokémone v boj proti Pokémonom igralcev iz rivalnih ekip. Osnovne funkcije so brezplačne, izdajatelj pa ima vzpostavljen sistem mikrotransakcij, s katerim lahko igralci kupujejo ralične pripomočke v igri ali pospešijo napredovanje.
Glavni cilj je ujeti vseh 151 različnih vrst Pokémonov, ki so v osnovni izdaji (od tega jih bo nekaj predstavljenih naknadno ob posebnih priložnostih), za kar mora igralec obiskovati različne lokacije ob različnih časih, saj se denimo »gozdni« tipi pogosteje pojavljajo v parkih, taki z značilnostmi vil in duhov pa ponoči. Ob tem se nekateri pojavljajo le v določenih delih sveta in tudi za pridobitev celotne »lokalne« zbirke je potrebno veliko truda, zato ta podvig uspe le redkim. Pričakovati je, da bo založnik s kasnejšimi dodatki razširil nabor Pokémonov, ki jih je v matični franšizi že prek 720, in dodal nove funkcije, s čimer bo vzdrževal zanimanje za igro.

## Odziv
Kljub tehničnim težavam ob izidu, zaradi katerih je bila igra deležna kritik, in pomislekom glede zasebnosti uporabnikov, je kmalu postala digitalni fenomen in ena najbolj razširjenih mobilnih aplikacij s po oceni več kot 100 milijoni prenosov do konca julija 2016. Že nekaj tednov po izidu je po oceni samo v ZDA prinašal lastnikom 1,6 milijona USD prihodkov dnevno. Delnice podjetja Nintendo so po izidu močno poskočile, kljub temu, da ni izdajatelj in ima le približno tretjinski delež prihodkov.
Komentatorji po eni strani odobravajo, da spodbuja fizično aktivnost med igričarji, ki morajo iti ven na resnične lokacije lovit Pokémone namesto igranja doma, kar med drugim koristi tudi lokalnim trgovcem. Po drugi strani so izrazili zaskrbljenost nad možnostjo nesreč, ko igralci, zatopljeni v dogajanje na zaslonu, hodijo naokrog ne ozirajoč se na tveganje (na primer v prometu ali v nevarnejših soseskah velikih mest). Nekatere poleg tega moti množično zbiranje igralcev na določenih mestih, bogatih s Pokémoni, med katerimi so lahko tudi zasebna zemljišča.
Posebne pozornosti je igra deležna med entomologi, saj je igranje v osnovi rahlo podobno njihovi dejavnosti nabiranja in klasificiranja žuželk, v tej obliki pa spodbuja tudi ljudi, da gredo v naravo, kjer lahko opazijo resnične živali. To omogoča navezavo na promocijo okoljevarstva in same entomologije ter večjega zavedanja o naravi. Nenazadnje je ljubiteljsko zbiranje žuželk navdihnilo tudi Satošija Tadžirija, izvirnega avtorja igre.